# Kuziewicze
Kuziewicze (biał. Кузявічы; ros. Кузевичи) – wieś na Białorusi, w obwodzie brzeskim, w rejonie prużańskim, w sielsowiecie Zieleniewicze, przy drodze republikańskiej P44.
W dwudziestoleciu międzywojennym leżały w Polsce, w województwie białostockim, w powiecie wołkowyskim. 16 października 1933 utworzyła gromadę w gminie Podorosk. Po II wojnie światowej weszła w struktury ZSRR.